# Базельський маніфест (1912)
Базельський маніфест 1912 — маніфест, прийнятий на конгресі 2-го Інтернаціоналу в Базелі 24–25 листопада в обстановці, створеній вибухом Балканських війн 1912–13, в умовах загрози світової війни. Базельський маніфест закликав міжнародний пролетаріат до рішучої боротьби проти війни та сил, що її породжують, визначив тактику соціалістів у ставленні до війни. З початком 1-ї світової війни опортуністичні лідери 2-го Інтернаціоналу зрадили ідеї Базельського маніфесту і стали на захист імперіалістичної політики своїх урядів.